# Posthodiplostomum cuticola
Posthodiplostomum cuticola är en plattmaskart. Posthodiplostomum cuticola ingår i släktet Posthodiplostomum och familjen Diplostomatidae. Inga underarter finns listade i Catalogue of Life.